# Kuini
Kuini, également orthographié Kouini, est une localité située dans le département de Djigouéra de la province du Kénédougou dans la région des Hauts-Bassins au Burkina Faso.

## Géographie
Kuini est située entre Sérékéni (à 3 km à l'est) et Djigouéra (à 7 km à l'ouest).

## Santé et éducation
Le centre de soins le plus proche de Kuini est le centre de santé et de promotion sociale (CSPS) de Sérékéni tandis que le centre médical avec antenne chirurgicale (CMA) se trouve à Orodara et que le centre hospitalier régional (CHR) est le CHU Souro-Sanon de Bobo-Dioulasso.
Le village possède un centre permanent d'alphabétisation (CPAF) et une école primaire publique (à Dogbagnon).